# Тиберинская республика
Тиберинская республика (итал. Repubblica Tiberina) — короткоживущее итальянское государство периода Наполеоновских войн.
Республика была провозглашена 4 февраля 1798 года в захваченном французскими войсками городе Перуджа. Название республики произошло от названия реки Тибр. Главой государства был консул, в качестве флага использовался французский.
7 марта 1798 года Тиберинская республика вошла в состав Римской республики.